# Rick Calloway
Richard Marlon "Rick" Calloway (nacido el 12 de febrero de 1966 en Cincinnati, Ohio) es un exjugador de baloncesto estadounidense que disputó una temporada en la NBA, además de jugar en la CBA y en la liga polaca. Con 1,98 metros de estatura, jugaba en la posición de alero.

## Trayectoria deportiva

### Universidad
Después de participar en su etapa de high school en el prestigioso McDonald's All-American Game, jugó durante tres temporadas con los Hoosiers de la Universidad de Indiana, donde promedió 12,8 puntos, 2,2 asistencias y 4,5 rebotes por partido, siendo uno de los jugadores más destacados en la consecución del Torneo de la NCAA en 1987.
Tras desavenencias con su entrenador, Bobby Knight, fue transferido a los Jayhawks de la Universidad de Kansas, con los que disputó una temporada, tras el año en blanco de rigor por la norma de la NCAA, en la que promedió 13,1 puntos y 4,3 rebotes por partido, siendo elegido debutante del año de la Big Eight Conference.

### Profesional
Tras no ser elegido en el Draft de la NBA de 1990, fichó como agente libre por San Antonio Spurs, pero fie despedido antes del comienzo de la competición, siendo reclamado por los Sacramento Kings, con los que disputó una temporada, en la que promedió 3,2 puntos y 1,2 rebotes por partido.
Al año siguiente probó con Orlando Magic y Boston Celtics, pero fue cortado por ambos equipos. Jugó en varios equipos de la CBA antes de jugar en 1996 una temporada en el Torun AZS Elana de la liga polaca.

## Estadísticas de su carrera en la NBA

### Temporada regular
| Temporada | Edad | Equipo           | Liga | Pos. | P  | TIT | MIN  | TC  | TCA | %TC  | 3P  | 3PA | %3P  | TL  | TLA | %TL  | R.OF. | R.DEF. | REB | ASIS | ROB | TAP | PER | FP  | PTS |
| 1990-91   | 24   | Sacramento Kings | NBA  | SG   | 64 | 0   | 10.6 | 1.2 | 3.0 | .391 | 0.0 | 0.0 | .000 | 0.9 | 1.2 | .696 | 0.4   | 0.8    | 1.2 | 1.0  | 0.3 | 0.1 | 0.8 | 1.5 | 3.2 |
| Total     |      |                  | NBA  |      | 64 | 0   | 10.6 | 1.2 | 3.0 | .391 | 0.0 | 0.0 | .000 | 0.9 | 1.2 | .696 | 0.4   | 0.8    | 1.2 | 1.0  | 0.3 | 0.1 | 0.8 | 1.5 | 3.2 |